# T.S.I
T.S.I（スクランブルズ）は、SCRAMBLES所属クリエイター豊住サトシ、佐藤カズキ、井口イチロウによるクリエイターユニット。一度はトラフィックシグナルズになる予定だったが、松隈ケンタに「なんだそれ、意味わからねぇ」と言われる。その後松隈ケンタの発案により、3人のクリエイターの名前の頭文字を取りつつ、制作するトラック（楽曲）が爆発的に良いことにちなみ、T.（トラック）S.（凄く）I（いい）と命名される。

## 概要
豊住サトシ、佐藤カズキ、井口イチロウの３名とも、これまでにKAT-TUN、BiSH、BiS、EMPiRE、GANG PARADE、などのアレンジ・トラックデザインを手がけている。
2019年WACK所属のグループCARRY LOOSEのサウンドプロデュースを行う。

## クリエイター
- 井口イチロウ
- 佐藤カズキ
- 豊住サトシ

## サウンドプロデュースアーティスト
- CARRY LOOSE[1]
- AZKi[2]